# 게리 루이스 (배우)
게리 루이스(Gary Lewis, 1958년 11월 30일 ~ )는 스코틀랜드의 배우이다.

## 출연 작품
- 빌리 엘리어트
- 마이 선 - 로이 조사관 역
- 더 마블스 - 드로게 황제 역